# Evening Hymns
Evening Hymns es una banda canadiense de indie folk rock, liderada por el cantante y compositor Jonas Bonnetta. Natural de Orono, Ontario, Bonnetta publicó un álbum en solitario, Farewell to Harmony, con su propio nombre en 2007 antes adoptar el nombre Evening Hymns, ya que no quería ser encasillado como cantautor. La banda está formada por el propio Bonnetta acompañado por un colectivo de músicos que va rotando, entre los que se incluyen Ohbijou, The Wooden Sky, The Burning Hell, The D'Urbervilles y Forest City Lovers.
Spirit Guides (segundo álbum de Jonas Bonnetta, primero bajo el nombre de Evening Hymns) fue lanzado en 2009 con el sello independiente Out Of This Spark en Canadá y Kütu Folk Records en Francia. En junio de 2013, su tercer álbum de estudio Spectral Dusk fue seleccionado para los 2013 Polaris Music Prize.
Evening Hymns firmaron con Outside Music en junio de 2015. Quiet Energies, el álbum que siguió Spectral Dusk fue publicado el 18 de septiembre de 2015 en Canadá, Estados Unidos y Francia (Kütu Folk Records). El álbum fue publicado posteriormente en el resto de Europa.

## Discografía

### EP
- Let's All Get Happy Together (2007)

### Álbumes de estudio
- Farewell to Harmony (2007)
- Spirit Guides (2009)
- Spectral Dusk (2012)
- Quiet Energies (2015)